# Sugar Camp, Wisconsin
Sugar Camp là một thị trấn thuộc quận Oneida, tiểu bang Wisconsin, Hoa Kỳ. Năm 2010, dân số của thị trấn này là 1.663 người.